# Kostel svatého Jakuba (Dolní Olešnice)
Kostel svatého Jakuba je kostel v Dolní Olešnici v okrese Trutnov v Královéhradeckém kraji. Byl postaven na hřbitově nad osadou roku 1559 jako pozdně gotická a renesanční smíšená stavba na místě staršího gotického kostela. Kostel byl přestavěn roku 1589 asi Carlo Valmadim (sakristie s oratoří a klenba). Kostel byl v roce 1608 rozšířen o věž a roku 1629 o předsíň na severní straně lodi. Na kostele se zachovala téměř neporušená sgrafitová výzdoba. Od roku 1964 je kostel kulturní památkou.

## Historie a popis
Tato stavba patří k první Valmadiho sakrální stavbě a její výstavba probíhala téměř celou druhou polovinu 16. století. Kostel je jednolodní orientovaná stavba s polygonálním kněžištěm, západní věží, severní předsíní a jižní sakristií. Patky kleneb dosedají na přízední pilíře. Vrcholy klenby jsou spojeny podélným hřebenem, ve střední části přerušeným geometrickým obrazcem. Presbytář, do lodi otevřený půlkruhovým vítězným obloukem, je sklenut valenou klenbou, jejíž výseče jsou spojeny podélným, vrcholem klenby jsoucím hřebenem. Jižní sakristie s oratoří v patře je uzavřena valenou klenbou s lunetami, severní předsíň s pravoúhlým portálem křížově a podvěží taktéž. Plošná průčelí jsou uzavřena lunetovou římsou obíhající kolem stavby a jsou pokryta sgrafitovou výzdobou. Členěna jsou hrotitými, neprofilovanými okny, která zasahují nepravidelně do lunetové římsy. Výškově je stavba ukončena vysokou sedlovou střechou. Jak již bylo uvedeno, probíhala stavba v několika etapách. V roce 1608 přistavěl Valmadi ke kostelu západní věž, rozdělenou kordonovými římsami na dvě patra.
Ve hřbitovní zdi je zazděna původní renesanční brána z roku 1578.

## Interiér
Zařízení kostela je rokokové, z 2. poloviny 18. století. Hlavní oltář je rámový, s obrazem sv. Jakuba a sochami sv. Petra a Pavla. Na rokokovém bočním oltáři Panny Marie je panelová skříň s pozdně gotickou sochou Panny Marie, datovanou kolem roku 1500. Boční oltář sv. Jana Nepomuckého je klasicistní, portálový, sloupový. Křížová cesta je rokoková.